# Liste der Biografien/Lou
Liste der Biografien |
Portal Biografien |
Personensuche
# |
A |
B |
C |
D |
E |
F |
G |
H |
I |
J |
K |
L |
M |
N |
O |
P |
Q |
R |
S |
T |
U |
V |
W |
X |
Y |
Z |
?
 
La |
Lb |
Lc |
Le |
Lg |
Lh |
Li |
Lj |
Ll |
Lm |
Lo |
Lp |
Lt |
Lu |
Lv |
Lw |
Lx |
Ly |
Lz
 
Loa |
Lob |
Loc |
Lod |
Loe |
Lof |
Log |
Loh |
Loi |
Loj |
Lok |
Lol |
Lom |
Lon |
Loo |
Lop |
Loq |
Lor |
Los |
Lot |
Lou |
Lov |
Low |
Loy |
Loz
Die Liste der Biografien führt alle Personen auf, die in der deutschsprachigen Wikipedia einen Artikel haben. Dieses ist eine Teilliste mit 394 Einträgen von Personen, deren Namen mit den Buchstaben „Lou“ beginnt.

## Lou
- Lou (* 1963), deutsche Musikerin
- Lou, Ah Yue (1923–2005), deutscher Schauspieler
- Lou, Alice Phoebe (* 1993), südafrikanische Sängerin
- Lou, Camille (* 1992), französische Schauspielerin und SängerinCamille Lou (* 1992)

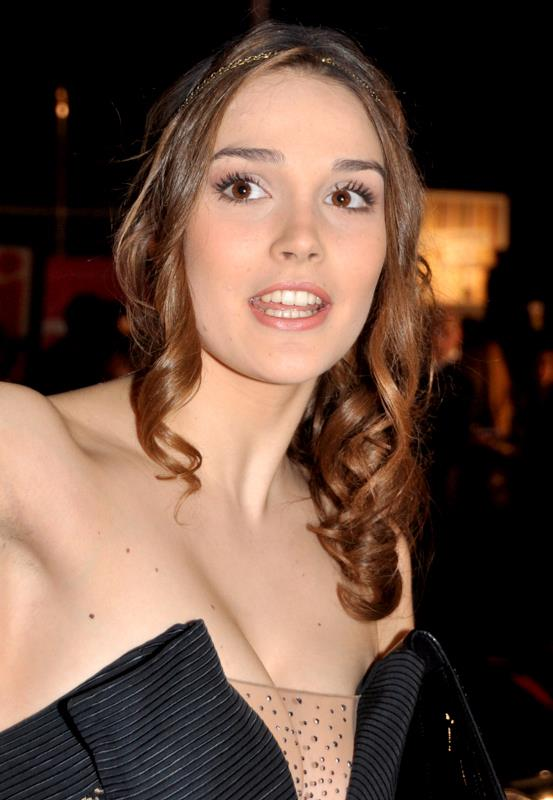
Camille Lou (* 1992)

- Lou, Hok Man (* 1997), chinesischer Badmintonspieler (Macau)
- Lou, Jiahui (* 1991), chinesische Fußballspielerin
- Lou, Jiwei (* 1950), chinesischer Politiker
- Lou, Onk (* 1991), österreichischer Singer/Songwriter
- Lou, Stoopid (* 1991), Musikproduzent
- Lou, Yangsheng (* 1959), chinesischer Politiker und derzeitiger Gouverneur der Provinz Shanxi
- Lou, Ye (* 1965), chinesischer Filmregisseur
- Lou, Yun (* 1964), chinesischer Geräteturner und Olympiasieger

### Loua
- Loua, Alexandre Cécé (* 1956), guineischer Politiker und Diplomat
- Louadj, Samir (* 1985), französisch-algerischer Fußballspieler
- Louafi, Kamel (* 1952), deutsch-algerischer Landschaftsarchitekt
- Louane (* 1996), französische Sängerin und SchauspielerinLouane (* 1996)

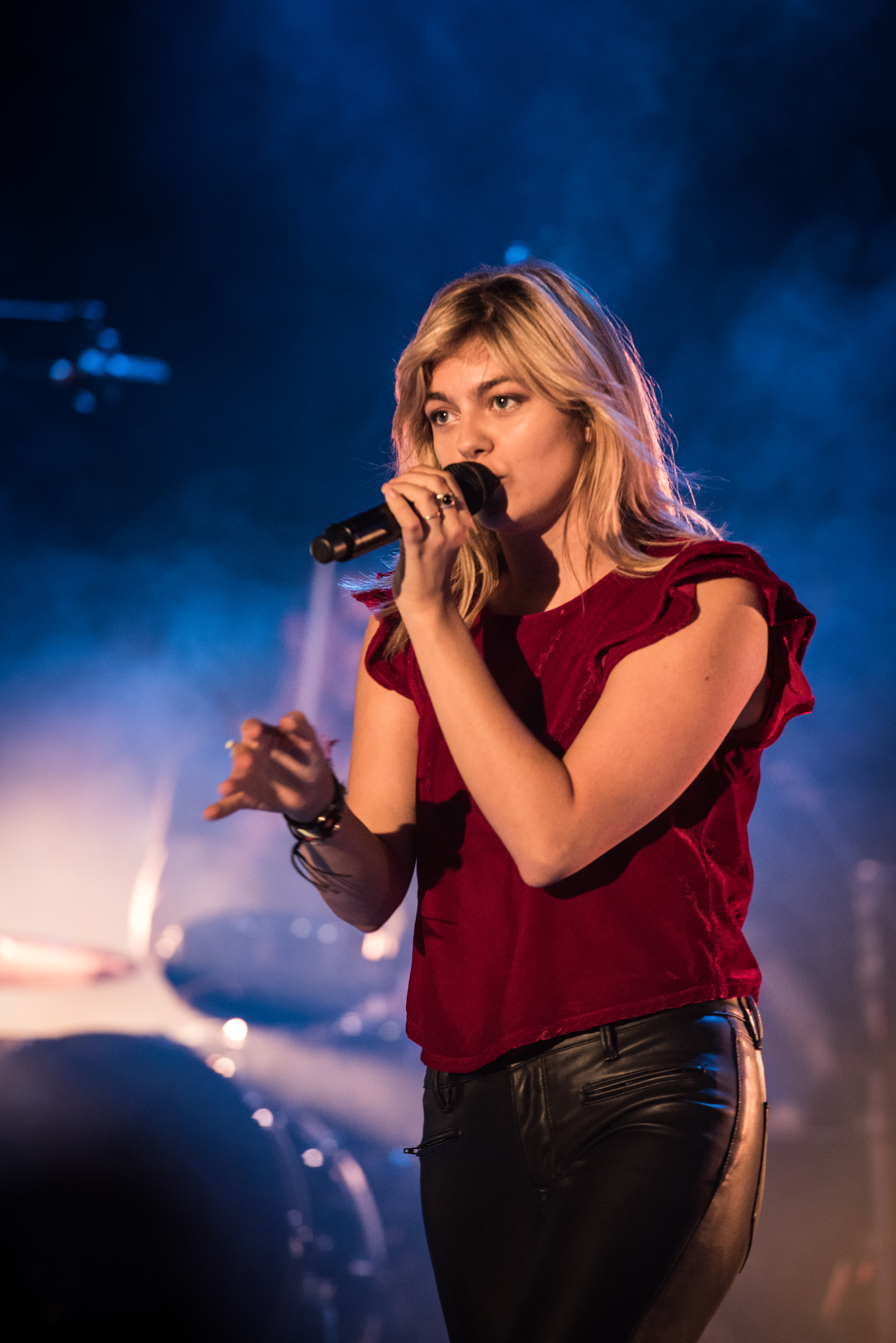
Louane (* 1996)

- Louangaphay, Lekto (* 2002), laotischer Fußballspieler
- Louanglath, Athit (* 2004), laotischer Fußballspieler
- Louatah, Sabri (* 1983), französischer Schriftsteller
- Louati, Ferjani (* 1937), tunesischer Radrennfahrer

### Loub
- Loubat, Alphonse (1799–1866), französischer Unternehmer
- Loubat, Joseph Florimond (1831–1927), US-amerikanischer Philanthrop
- Loube, Karl (1907–1983), österreichischer Komponist, Theaterdirektor und Unterhaltungsmusiker
- Loubenx de Verdale, Hugues (1531–1595), Großmeister des Malteserordens
- Loubet, Charly (1946–2023), französischer Fußballspieler
- Loubet, Émile (1838–1929), französischer Politiker, Staatspräsident von Frankreich (1896–1906)
- Loubet, Julien (* 1985), französischer Radrennfahrer
- Loubet, Pierre-Louis (* 1997), französischer Rallyefahrer
- Loubet, Yves (* 1958), französischer Rallyefahrer
- Loubier, Gabriel (* 1932), kanadischer Politiker (Québec)
- Loubier, Hans (1863–1931), deutscher Bibliothekar und Einbandforscher
- Loubineaud, Timothy (* 1996), französischer Inline-Speedskater und Eisschnellläufer
- Loubon, Émile (1809–1863), französischer Maler
- Loubongo, Aurel (* 2001), deutsch-kongolesischer Fußballspieler
- Louboutin, Christian, französischer Schuh- und TaschendesignerChristian Louboutin

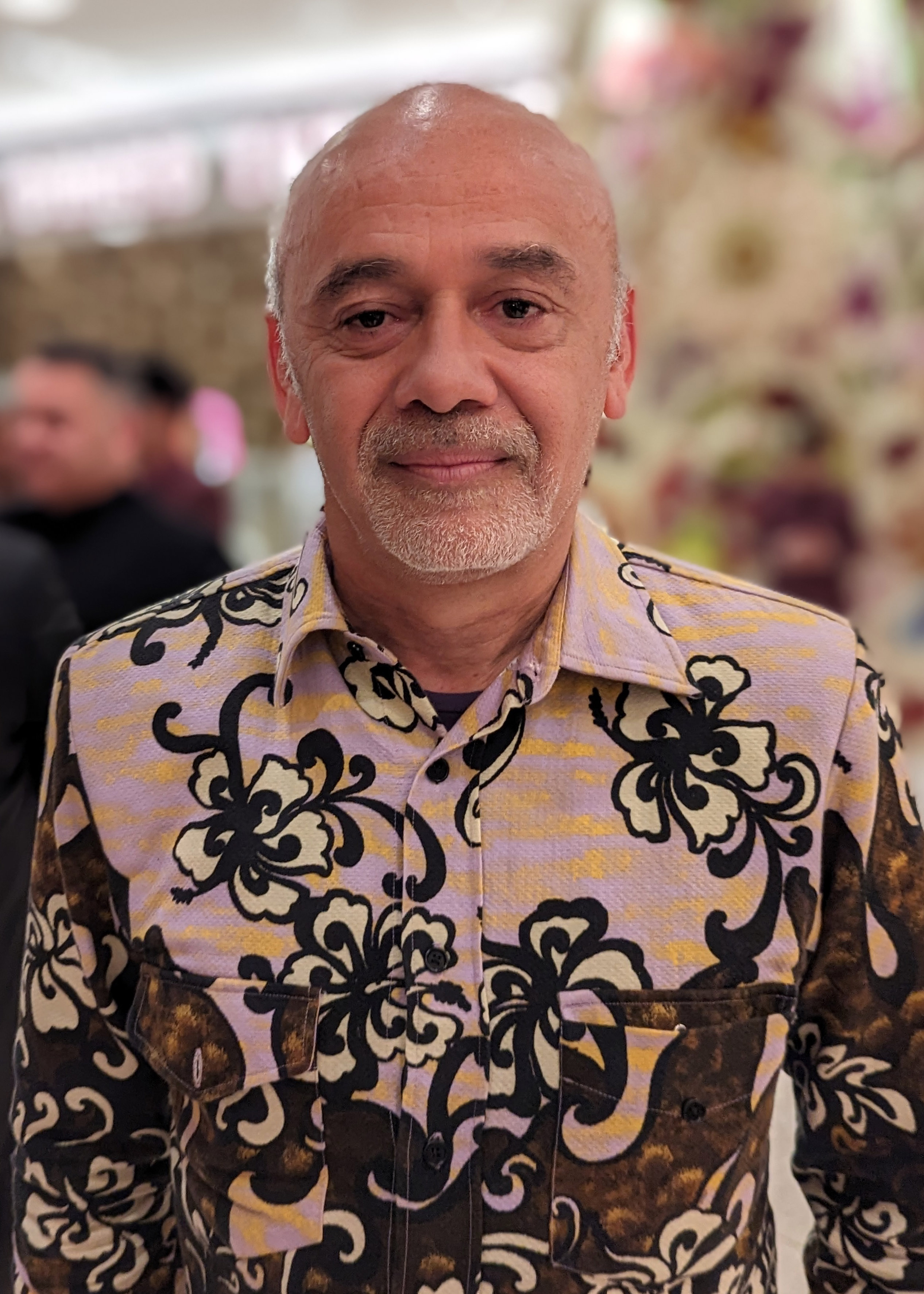
Christian Louboutin

- Loubscher, Henry (* 1936), südafrikanischer Boxer
- Loubser, Antonie Eduard (* 1935), südafrikanischer Botschafter und monegassischer Generalkonsul

### Louc
- Louçã, Francisco (* 1956), portugiesischer Wirtschaftswissenschaftler und Politiker
- Louca, Maurice (* 1982), ägyptischer Fusion-Musiker (Gitarre, Piano, Synthesizer, Electronics, Komposition)
- Loucey, Wilhelm Peter Franz von (1754–1836), preußischer Generalmajor, Polizeidirektor im mobilen Armeekorps in Frankreich
- Louch, Ibedul († 1917), palauischer Oberhäuptling
- Louchard, Antonin (* 1954), französischer Illustrator
- Louchet, Tom (* 2003), französisch-algerischer Fußballspieler
- Loucheur, André (1910–1998), französischer römisch-katholischer Ordensgeistlicher und Bischof von Bafia
- Loucheur, Louis (1872–1931), französischer Geschäftsmann, Politiker, Industrie- und Kartelllobbyist der dritten französischen Republik
- Loucheur, Raymond (1899–1979), französischer Komponist
- Loucks, Rindy Anne (* 1970), kanadische, für Jamaika startende, Skeletonpilotin
- Loucopoulos, Sotiria (* 1974), deutsche Fernsehschauspielerin

### Loud
- Loud, Eugene F. (1847–1908), US-amerikanischer Politiker
- Loud, George A. (1852–1925), US-amerikanischer Politiker
- Loud, John Herman (1873–1959), US-amerikanischer Organist und Komponist
- Loud, Lance (1951–2001), US-amerikanischer Musiker und Journalist
- Loud, Marwa (* 1996), französische R&B-Sängerin und Rapperin
- Louda von Klumtschan, Matthias († 1460), böhmischer Heeresführer und Diplomat
- Louda, Jan (* 1999), tschechischer Badmintonspieler
- Louden, Jennifer (* 1962), US-amerikanische Autorin, Coach und Künstlerin
- Loudenslager, Henry C. (1852–1911), US-amerikanischer Politiker
- Louder, Jeff (* 1977), US-amerikanischer Radrennfahrer
- Louderback, Tom (1933–2020), US-amerikanischer American-Football-Spieler
- Loudermilk, Barry (* 1963), US-amerikanischer Politiker der Republikanischen Partei
- Loudermilk, John D. (1934–2016), US-amerikanischer Country-Sänger und Songschreiber
- Loudín, Vojtěch (* 1990), tschechischer Shorttracker
- Loudon, Alex (* 1980), englischer Cricketspieler
- Loudon, Edith, schottische Curlerin
- Loudon, Harald von (1876–1959), deutsch-baltischer Ornithologe
- Loudon, Jane C. (1807–1858), englische Schriftstellerin, Hortikulturistin und Pflanzenmalerin
- Loudon, John Claudius (1783–1843), schottischer Botaniker und Landschaftsarchitekt
- Loudon, John H. (1905–1996), niederländischer Manager, ehemaliger Vorstandsvorsitzender der Royal Dutch Shell Group
- Loudon, Katie (* 1964), schottische Curlerin
- Loudon, Peter (* 1966), schottischer Curler
- Loudon, Rodney (1934–2022), britischer Physiker und Hochschullehrer
- Loudon, Thomas (1883–1968), kanadischer Ruderer
- Loudová, Ivana (1941–2017), tschechische Komponistin

### Loue
- Loué, Yacouba (* 2002), burkinischer Leichtathlet
- Loueke, Lionel (* 1973), beninisch-US-amerikanischer Jazz-GitarristLionel Loueke (* 1973)

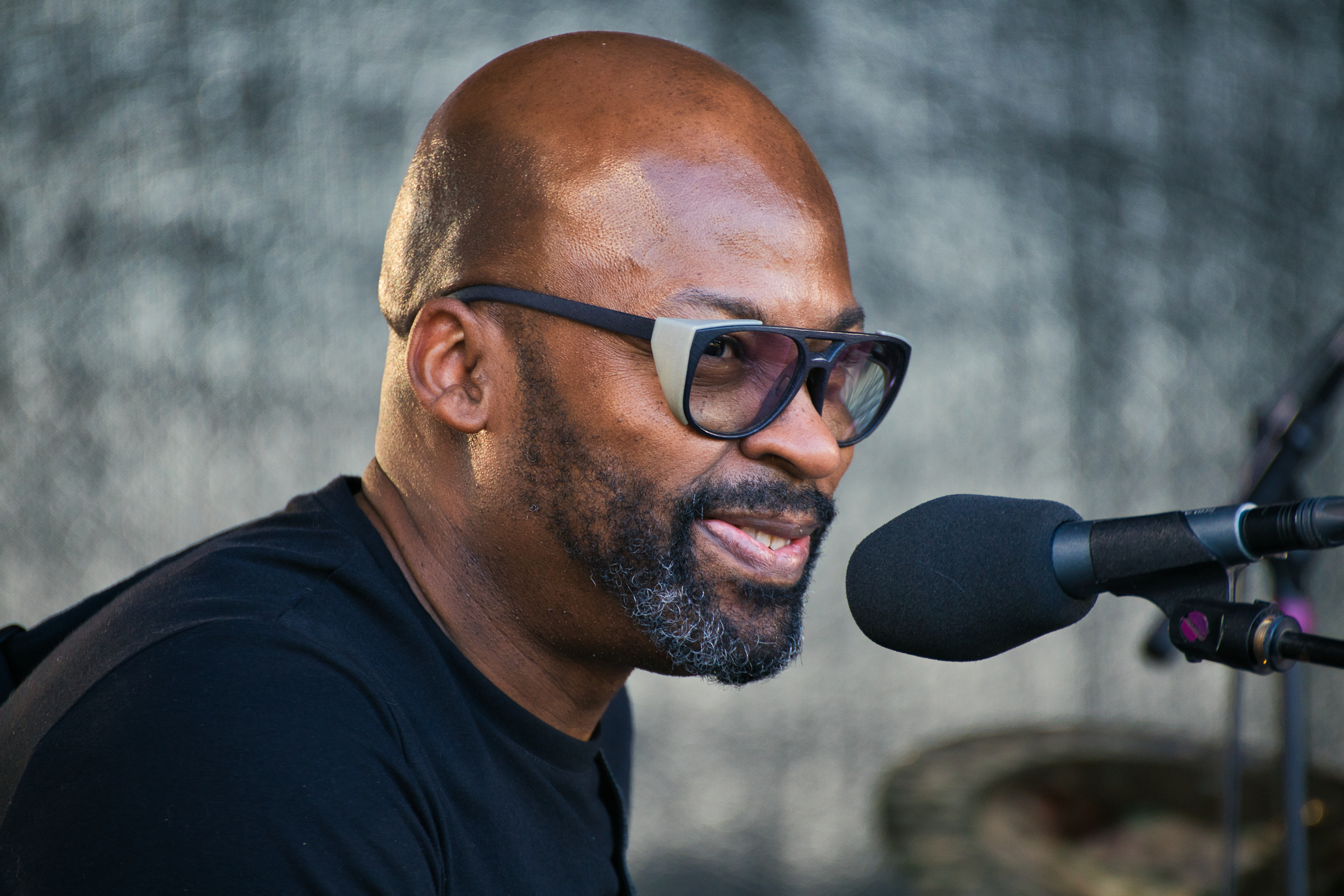
Lionel Loueke (* 1973)

- Louer, Amelia (1942–2021), niederländische Leichtathletin
- Louer, Frits (1931–2021), niederländischer Fußballspieler
- Louette, Henri (1900–1985), belgischer Eishockeyspieler
- Louette, Lucie (* 1985), französische Judoka
- Louette, Michel (* 1948), belgischer Ornithologe

### Louf
- Louf, André (1929–2010), belgischer römisch-katholischer Priester, Autor, Theologe, Trappist, Abt, Gelehrter und Übersetzer in Frankreich
- Louf, Régina (* 1969), belgisches Missbrauchsopfer

### Loug
- Louganis, Greg (* 1960), US-amerikanischer KunstspringerGreg Louganis (* 1960)

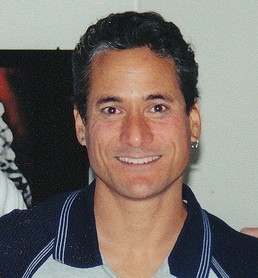
Greg Louganis (* 1960)

- Lougen, Louis (* 1952), US-amerikanischer Geistlicher, Generaloberer der Oblaten der Makellosen Jungfrau Maria
- Lough, John (1913–2000), britischer Romanist und Literaturwissenschaftler
- Loughead, Malcolm (1887–1958), US-amerikanischer Erfinder und Luftfahrtpionier
- Lougheed, James Alexander (1854–1925), kanadischer Politiker
- Lougheed, Lisa (* 1968), kanadische Sängerin und Synchronsprecherin
- Lougheed, Peter (1928–2012), kanadischer Politiker
- Lougher, Ian (* 1963), englischer Motorradrennfahrer
- Lougher, Robert († 1585), englischer Politiker und Jurist
- Loughery, Jackie (1930–2024), US-amerikanische Schauspielerin und Schönheitskönigin
- Loughlin, Anne (1894–1979), britische Gewerkschaftsfunktionärin
- Loughlin, John (1817–1891), irisch-US-amerikanischer Geistlicher
- Loughlin, Lori (* 1964), US-amerikanische SchauspielerinLori Loughlin (* 1964)

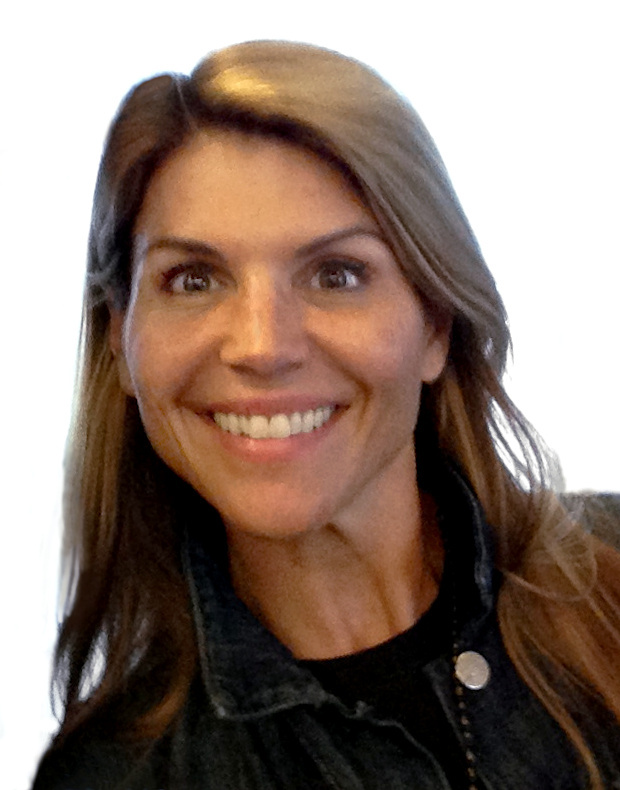
Lori Loughlin (* 1964)

- Loughlin, Terry (1944–2017), US-amerikanischer Schauspieler
- Loughman, Bob (* 1961), vanuatuischer Politiker und Premierminister
- Loughman, Frank (1892–1972), irischer Politiker (Fianna Fáil)
- Loughnane, Olive (* 1976), irische Leichtathletin
- Loughnane, William (1915–1982), irischer Politiker
- Loughner, Jared Lee, Attentäter
- Loughran, Beatrix (1900–1975), US-amerikanische Eiskunstläuferin
- Loughran, Eamonn (* 1970), britischer Boxer
- Loughran, Eric (* 1995), US-amerikanischer Freestyle-Skisportler
- Loughran, Tommy (1902–1982), US-amerikanischer Boxer
- Loughrey, Joachim, irischer Politiker
- Loughrey, Matt (* 1979), irischer Künstler
- Loughridge, William (1827–1889), US-amerikanischer Politiker

### Louh
- Louhivaara, Ilppo Simo (1927–2008), finnischer Mathematiker
- Louhivaara, Oona (* 1987), finnische Schauspielerin
- Louhivuori, Kalevi (* 1984), finnischer Jazzmusiker (Trompete, Komposition)
- Louhivuori, Olavi (* 1981), finnischer Jazzmusiker (Schlagzeug, Komposition)

### Loui
- Loui, Karl-Heinz (1924–2012), deutscher Architekt und Baubeamter
- Louie, Alexina (* 1949), kanadische Komponistin
- Louie, Lakewood, US-amerikanischer Pokerspieler
- Louie, Steven G. (* 1949), US-amerikanischer Physiker chinesischer Herkunft
- Louima, Kelly (* 1987), Fußballspieler (Turks- und Caicosinseln)
- Louis César de La Baume Le Blanc (1708–1780), französischer Adliger, Militär und Bibliophiler
- Louis de Bourbon, duc de Bourgogne (1682–1712), französischer ThronfolgerLouis de Bourbon, duc de Bourgogne (1682–1712)

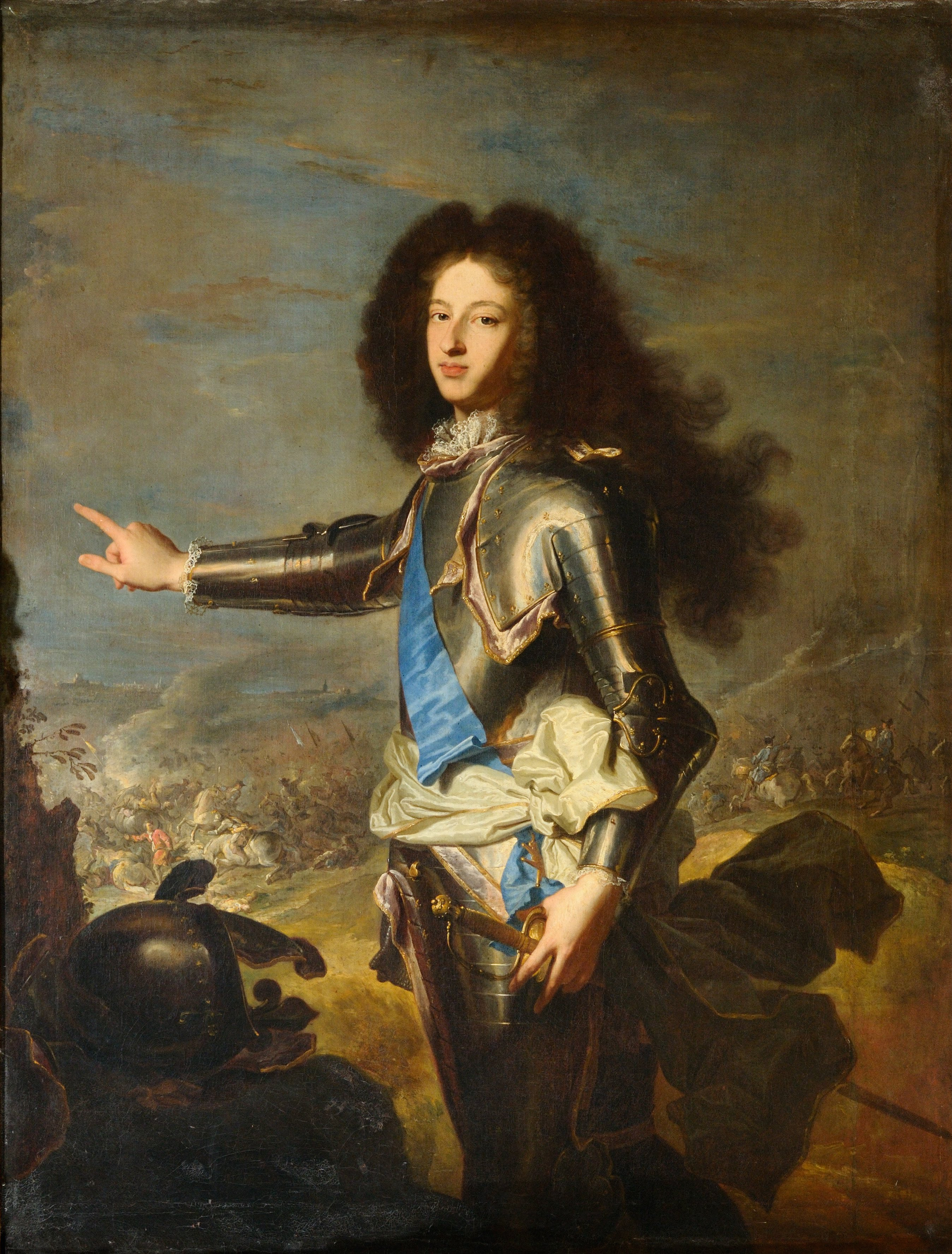
Louis de Bourbon, duc de Bourgogne (1682–1712)

- Louis de Crevant, duc d’Humières (1628–1694), Maréchal de France und Gouverneur von Compiègne, Bourbonnais und Lille
- Louis de Valois (1397–1415), Herzog von Guyenne und Dauphin
- Louis de Valois, duc d’Orléans (1372–1407), Sohn des französischen Königs Karl V.
- Louis Ferdinand von Preußen (1772–1806), preußischer Feldherr, Komponist und Pianist
- Louis I. (1642–1701), Fürst von Monaco (1662–1701)
- Louis I. de Bourbon (1279–1341), Herzog von Bourbon
- Louis I. de Bourbon, comte de Montpensier (1406–1486), Graf von Montpensier und von Clermont-en-Auvergne
- Louis I. de Bourbon, comte de Vendôme (1376–1446), Graf von Vendôme
- Louis I. de Bourbon, duc d’Orléans (1703–1752), Herzog von Orléans
- Louis II. (1870–1949), Fürst von Monaco
- Louis II. de Bourbon (1337–1410), Herzog von Bourbon; Graf von Forez
- Louis III, britischer Singer-Songwriter
- Louis III. de Bourbon (1513–1582), französischer Prinz und Befehlshaber in den Hugenottenkriegen
- Louis III. de Châtillon († 1391), Graf von Dunois und Blois
- Louis Joseph Xavier François de Bourbon (1781–1789), Herzog der Bretagne und Dauphin von Viennois; Sohn von Marie Antoinette und Ludwig XVI.
- Louis of Wales (* 2018), britischer AdligerLouis of Wales (* 2018)

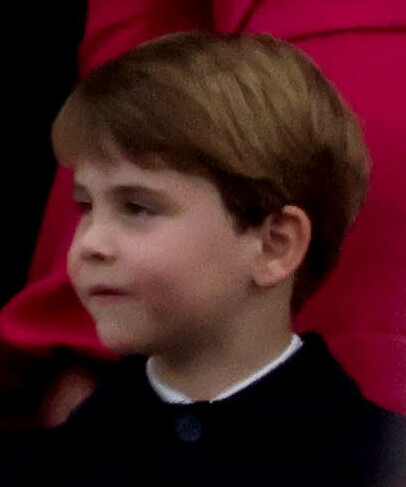
Louis of Wales (* 2018)

- Louis Philippe I. de Bourbon, duc d’Orléans (1725–1785), Herzog von Orléans (1752–1785)
- Louis Philippe von Belgien (1833–1834), Kronprinz von Belgien
- Louis Thomas von Savoyen-Carignan (1657–1702), Graf von Soissons und Bruder von Prinz Eugen von Savoyen
- Louis, Alfred (1949–2024), deutscher Mathematiker
- Louis, Antoine (1723–1792), französischer Mediziner und Enzyklopädist
- Louis, Batcheba (* 1997), haitianische Fußballspielerin
- Louis, Chantal (* 1969), deutsche Journalistin und Autorin
- Louis, Daniel (* 1953), kanadischer Filmproduzent und Produktionsleiter
- Louis, Detlev (1919–2012), deutscher Unternehmer und Motorradrennfahrer
- Louis, Édouard (* 1992), französischer Schriftsteller und StudentÉdouard Louis (* 1992)

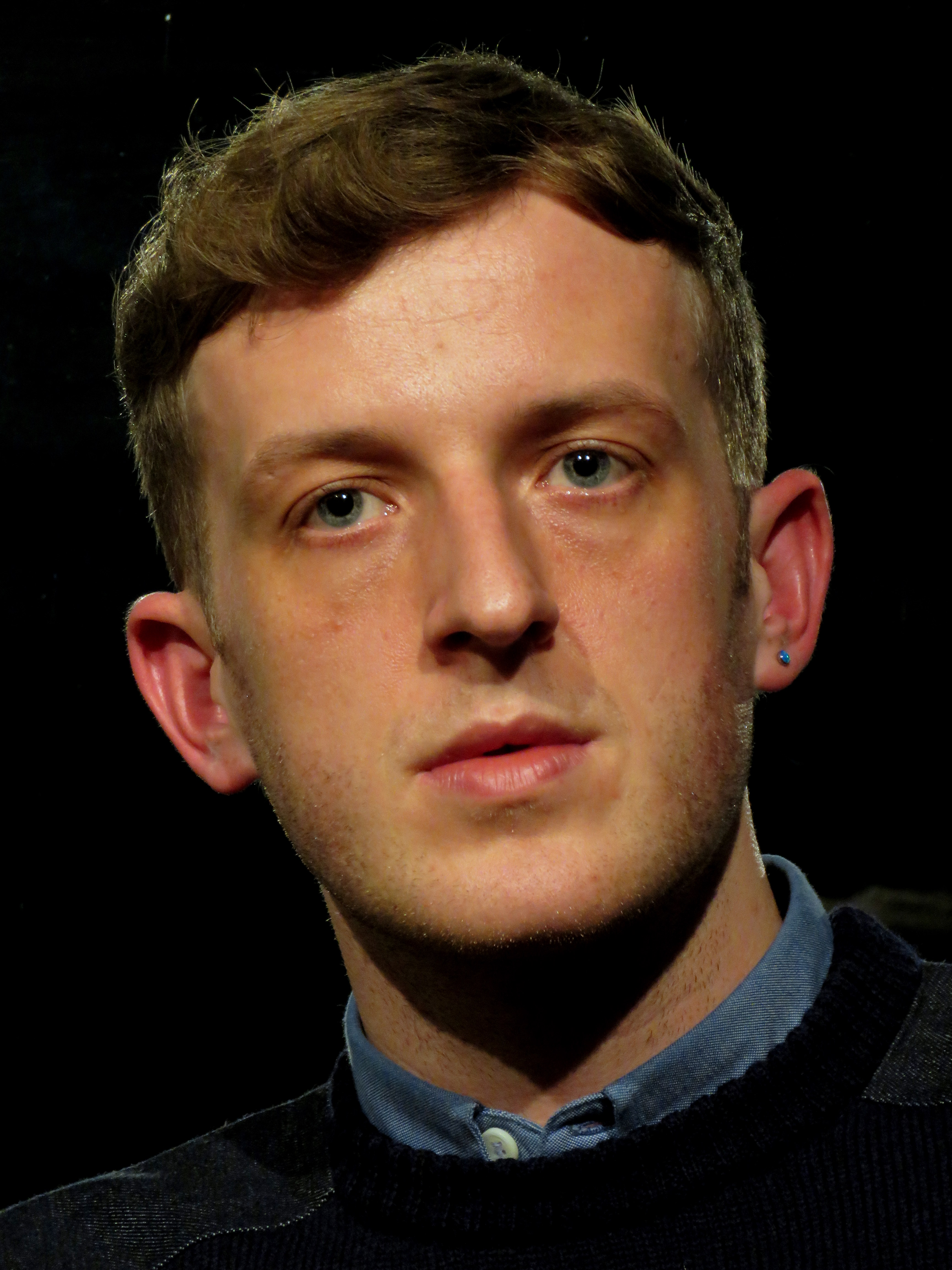
Édouard Louis (* 1992)

- Louis, Eleonora (1958–2009), österreichische Kunsthistorikerin und Kuratorin
- Louis, Frank (* 1966), deutscher Bildhauer und Keramikkünstler
- Louis, Georges-Auguste (1882–1967), französischer römisch-katholischer Geistlicher und Bischof
- Louis, Gilbert (* 1940), französischer Geistlicher und emeritierter römisch-katholischer Bischof von Châlons
- Louis, Hans Walter (* 1948), deutscher Jurist
- Louis, Herbert (1900–1985), deutscher Geograph
- Louis, Herbert (1923–2006), deutscher Maler
- Louis, Ivan (* 1990), Schweizer Politiker (SVP) und Kantonsrat
- Louis, Jan (* 1959), deutscher Physiker
- Louis, Jean (1907–1997), französisch-US-amerikanischer Kostümbildner und Modedesigner
- Louis, Jefferson (* 1979), britisch-dominicanischer Fußballspieler
- Louis, Jerome (* 1987), namibischer Fußballspieler
- Louis, Joe (1914–1981), US-amerikanischer BoxerJoe Louis (1914–1981)

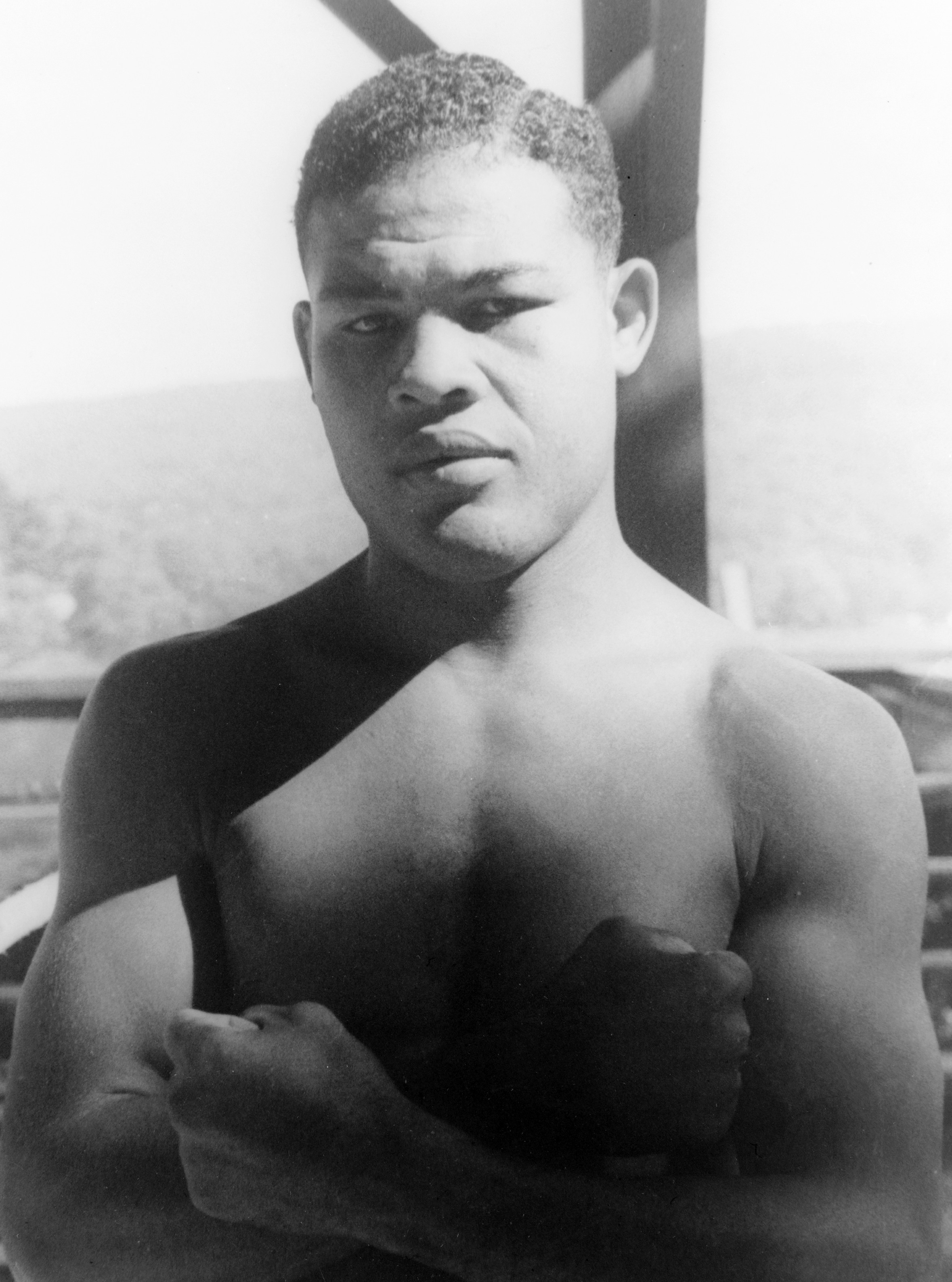
Joe Louis (1914–1981)

- Louis, Joe Hill (1921–1957), US-amerikanischer Blues-Musiker
- Louis, Johannes, deutscher Kameramann
- Louis, John J. (1925–1995), US-amerikanischer Wirtschaftsmanager und Diplomat
- Louis, John Kobina (* 1964), ghanaischer Geistlicher und römisch-katholischer Weihbischof in Accra
- Louis, Kethna (* 1996), haitianische Fußballspielerin
- Louis, Ludwig (1814–1894), deutscher Jurist und Politiker (LRP), MdR
- Louis, Marc Brian (* 2002), singapurischer Sprinter
- Louis, Marco (* 1994), Schweizer Unihockeyspieler
- Louis, Marko Stojanović (* 1985), deutsch-serbischer Basketballspieler
- Louis, Morris (1912–1962), US-amerikanischer Maler
- Louis, Norbert Otto (1926–2013), deutscher Maler und Grafiker
- Louis, Patrick (* 1955), französischer Politiker (Mouvement pour la France), MdEP
- Louis, Peter (1886–1956), deutscher katholischer Priester, Verbandsseelsorger, Publizist und Organisator
- Louis, Pierre Charles Alexandre (1787–1872), französischer Arzt und Pathologe
- Louis, Reinold (1940–2024), deutscher Autor und Kenner des kölschen Brauchtums
- Louis, Richard (1964–2025), barbadischer Leichtathlet
- Louis, Robert (1902–1965), französischer Heraldiker
- Louis, Rosa (1901–1988), Schweizer Arbeiterinnensekretärin
- Louis, Roy (* 1954), niederländischer Jazz-Musiker
- Louis, Rudolf (1870–1914), deutscher Musiker, Musikschriftsteller und Musikkritiker
- Louis, Saskia (* 1993), deutsche Liebesroman- und Fantasyautorin
- Louis, Séraphine (1864–1942), französische MalerinSéraphine Louis (1864–1942)

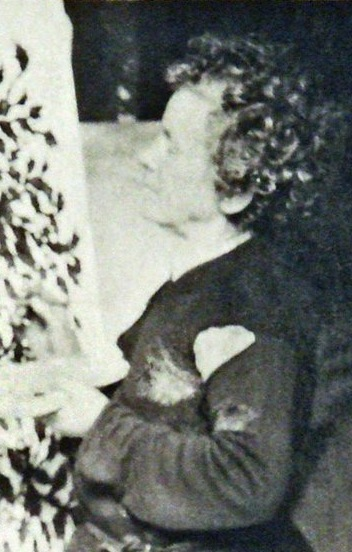
Séraphine Louis (1864–1942)

- Louis, Spyridon (1873–1940), griechischer Marathonläufer und erster Olympiasieger
- Louis, Stephan (1954–2011), deutscher Unternehmer
- Louis, Tristan (* 1971), französischer Publizist
- Louis, Victor († 1800), französischer Architekt
- Louis, Wilfried (* 1949), haitianischer Fußballspieler
- Louis, Xercès (1926–1978), französischer Fußballspieler und -trainer
- Louis-Dreyfus, Gérard (1932–2016), französisch-US-amerikanischer Unternehmer
- Louis-Dreyfus, Julia (* 1961), US-amerikanische Schauspielerin, Filmproduzentin, Komikerin und SängerinJulia Louis-Dreyfus (* 1961)

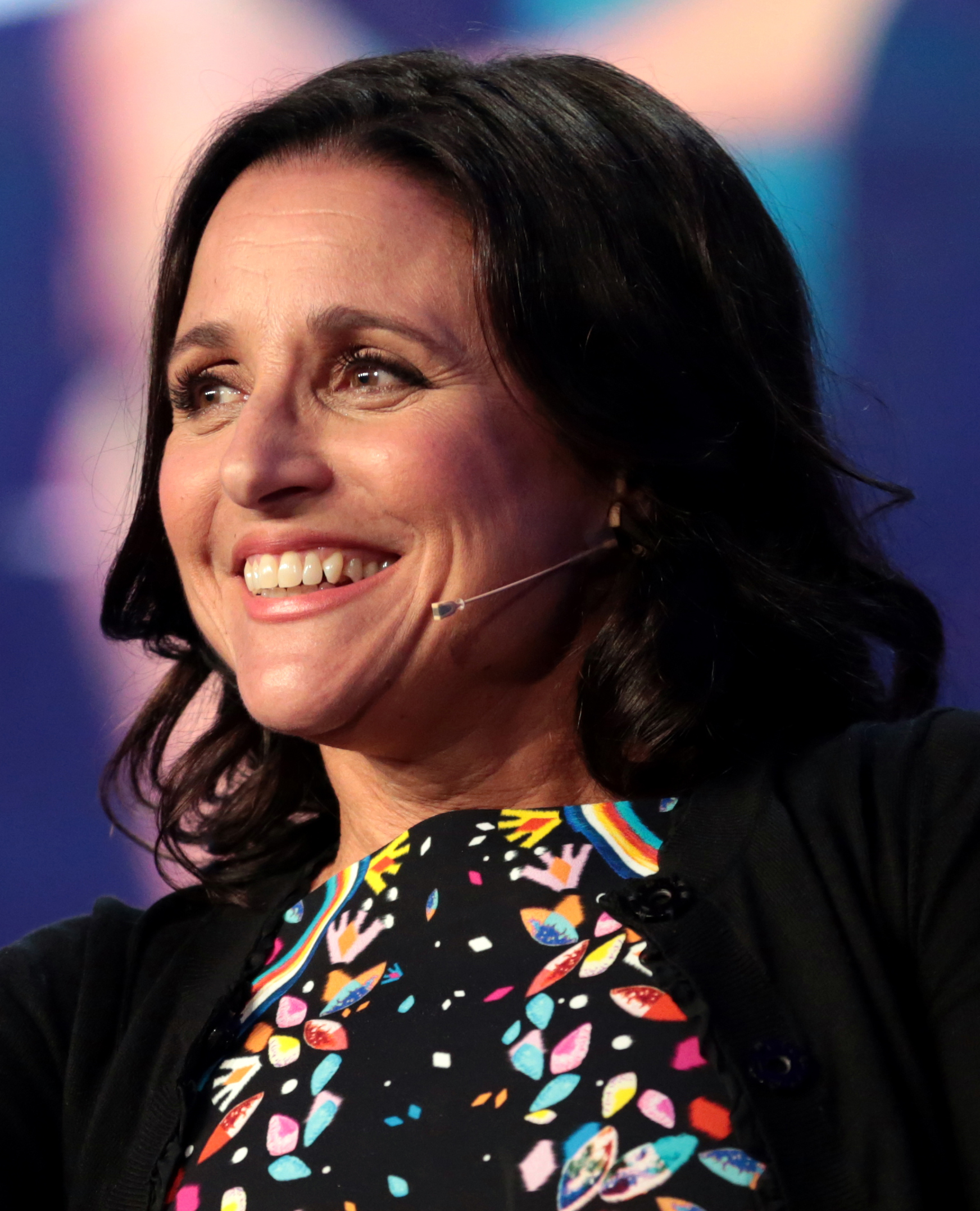
Julia Louis-Dreyfus (* 1961)

- Louis-Dreyfus, Margarita (* 1962), schweizerische Unternehmerin und Milliardärin russischer Herkunft
- Louis-Dreyfus, Pierre (1908–2011), französischer Rennfahrer
- Louis-Dreyfus, Robert (1946–2009), französisch-schweizerischer Unternehmer
- Louis-Lane, Suzanne (* 1965), englische Badmintonspielerin
- Louis-Marie, Alexandra (* 1996), französische Degenfechterin
- Louis-Philippe I. (1773–1850), König der Franzosen
- Louis-Philippe II. Joseph de Bourbon, duc d’Orléans (1747–1793), Sohn von Herzog Ludwig Philipp I. von Orléans und von Louise Henriette von Bourbon-Conti
- Louisa Anne von Großbritannien, Irland und Hannover (1749–1768), britische Prinzessin
- Louisa Maria Theresa Stuart (1692–1712), schottische Adlige; Haus Stuart
- Louisa Matthíasdóttir (1917–2000), isländisch-amerikanische Malerin
- Louisa, Nora (* 1990), deutsche Schlagersängerin
- Louisa-Godett, Mirna (* 1954), niederländische Politikerin der Niederländischen Antillen
- Louisan, Annett (* 1977), deutsche Chanson- und PopsängerinAnnett Louisan (* 1977)

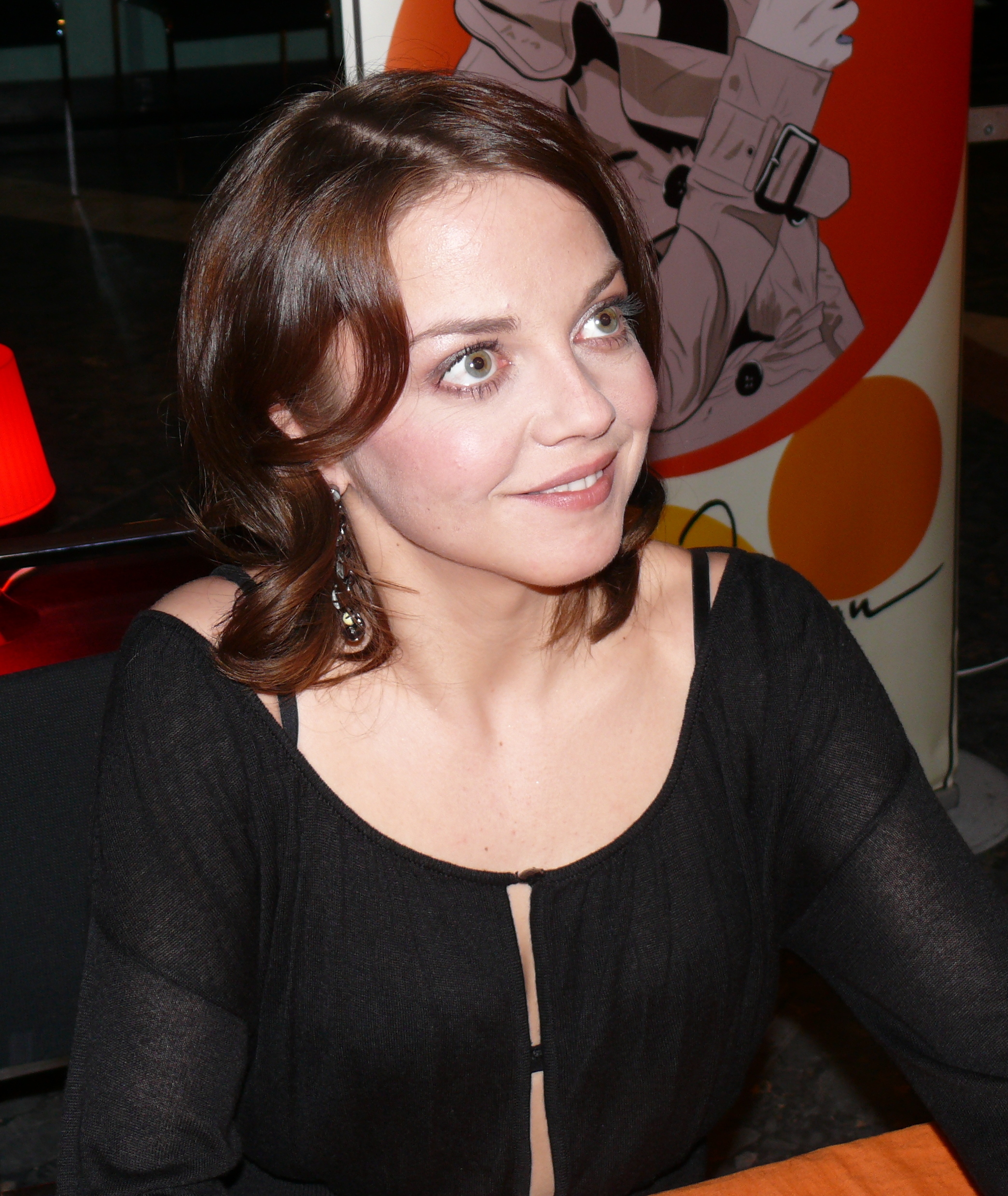
Annett Louisan (* 1977)

- Louise (1794–1881), durch Heirat Gräfin von der Decken
- Louise (* 1974), britische Sängerin und Fernsehmoderatorin
- Louise Auguste von Dänemark (1771–1843), Prinzessin von Dänemark, durch Heirat Herzogin von Schleswig-Holstein-Sonderburg-Augustenburg
- Louise Charlotte von Dänemark (1789–1864), Prinzessin von Dänemark und durch Heirat Landgräfin von Hessen-Kassel
- Louise d’Aumont Mazarin (1759–1826), Prinzessin von Monaco
- Louise Diane d’Orléans (1716–1736), französische Adlige, Fürstin von Conti
- Louise d’Orléans (1812–1850), französische Adlige, Königin der Belgier
- Louise Élisabeth de Bourbon (1693–1775), französische Aristokratin, Fürstin von Conti und Herzogin von Étampes
- Louise Élisabeth d’Orléans (1709–1742), französische Adlige, Königin von Spanien
- Louise Sophie von Schleswig-Holstein-Sonderburg-Augustenburg (1866–1952), durch Heirat Prinzessin von Preußen
- Louise von Belgien (1858–1924), Prinzessin von Belgien
- Louise von Dänemark (1726–1756), Prinzessin von Dänemark, Herzogin von Sachsen-Hildburghausen
- Louise von Dänemark (1875–1906), dänische Prinzessin
- Louise von Dänemark und Norwegen (1750–1831), Prinzessin von Dänemark und Norwegen, Landgräfin von Hessen-Kassel
- Louise von Frankreich (1737–1787), französische Prinzessin und Karmelitin
- Louise von Großbritannien, Irland und Hannover (1724–1751), britische Prinzessin, Königin von Dänemark und Norwegen
- Louise von Hessen (1817–1898), Königin von Dänemark
- Louise von Hessen-Darmstadt (1779–1811), durch Heirat Erbprinzessin von Anhalt-Köthen
- Louise von Schweden-Norwegen (1851–1926), schwedische Prinzessin, Königin von Dänemark
- Louise zu Mecklenburg (1667–1721), Prinzessin zu Mecklenburg; Herzogin zu Mecklenburg-Güstrow, durch Heirat Königin von Dänemark und Norwegen
- Louise, Anita (1915–1970), US-amerikanische Schauspielerin
- Louise, Clara (* 1992), deutsche Singer-Songwriterin
- Louise, Duchess of Argyll (1848–1939), Tochter von Königin VictoriaLouise, Duchess of Argyll (1848–1939)

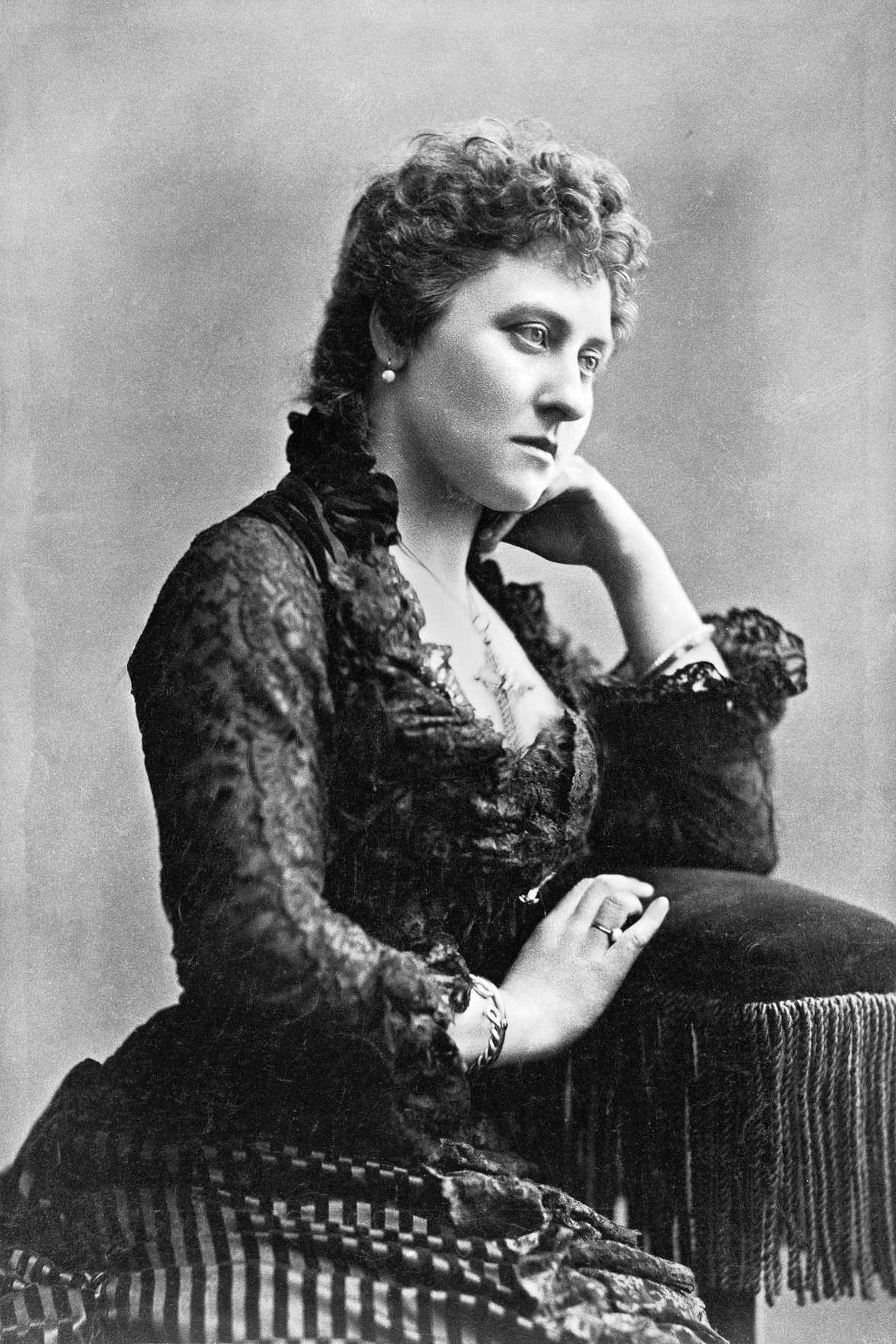
Louise, Duchess of Argyll (1848–1939)

- Louise, Merle (1934–2025), US-amerikanische Schauspielerin
- Louise, Princess Royal (1867–1931), britische Prinzessin
- Louise, Ruth Harriet (1903–1940), US-amerikanische Fotografin
- Louise, Tina (* 1934), amerikanische Schauspielerin
- Louise-Hippolyte (1697–1731), Fürstin von Monaco
- Louisiana Red (1932–2012), US-amerikanischer Bluesmusiker
- Louismet, Savinien (1858–1926), französischer Benediktiner
- Louiso, Todd (* 1970), US-amerikanischer Schauspieler, Regisseur und Filmautor
- Louison, Alexandra (* 1982), französische Triathletin
- Louison, Yeldi (* 1991), mauritische Badmintonspielerin
- Louison, Yoni (* 1986), mauritischer Badmintonspieler
- Louiss, Eddy (1941–2015), französischer Jazzpianist und -organist
- Louissaint, Axel (* 1996), schweizerischer Basketballspieler
- Louisy Joseph (* 1978), französische Popsängerin
- Louisy, Allan (1916–2011), lucianischer Premierminister
- Louisy, Pearlette (* 1946), lucianische Politikerin, Generalgouverneurin von St. Lucia

### Louk
- Louk, Shani (2001–2023), deutsch-israelische Tattoo-Künstlerin und InfluencerinShani Louk (2001–2023)

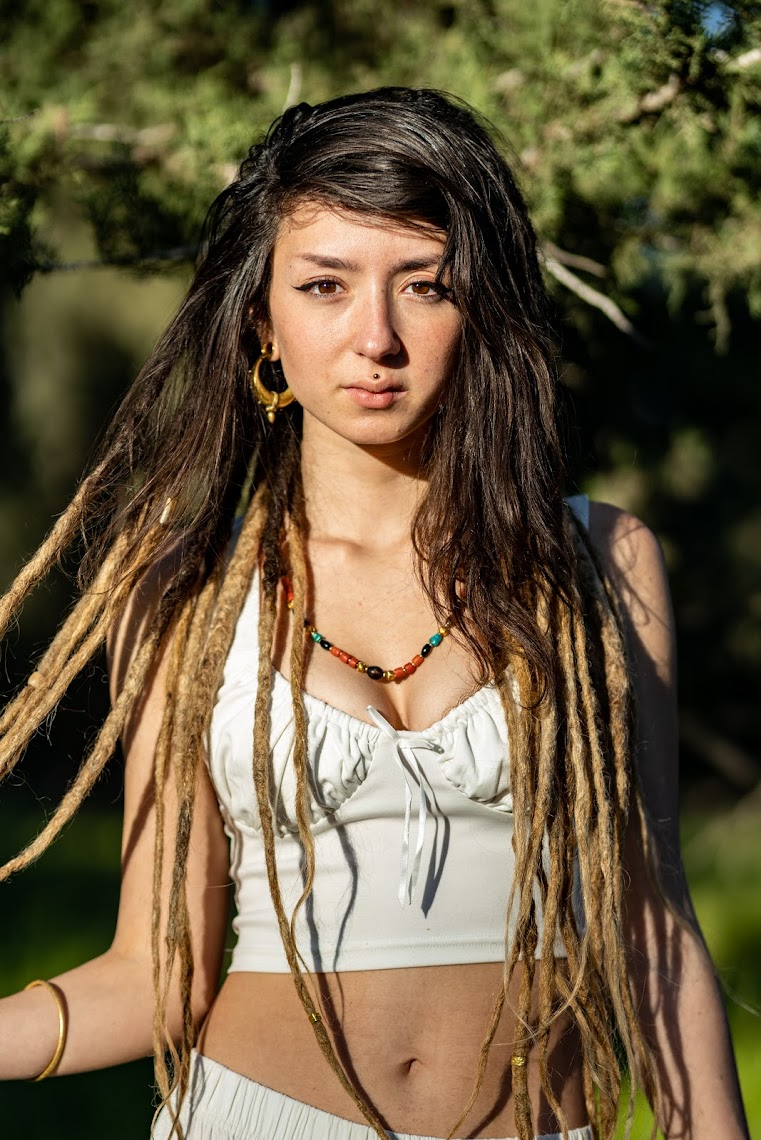
Shani Louk (2001–2023)

- Louka, Eleni (* 2001), zyprische Tennisspielerin
- Loukagou, Evdokia (* 1995), griechische Sportgymnastin
- Loukaris, Kyrillos (1572–1638), orthodoxer Geistlicher, Patriarch von Alexandria und Konstantinopel
- Loukas Notaras († 1453), letzter Megas Doux des Byzantinischen Reiches
- Loukas, Christina (* 1985), US-amerikanische Wasserspringerin
- Loukianetz, Victoria (* 1966), ukrainische Opernsängerin (Sopran)
- Loukkaanhuhta, Mikko (* 1995), finnischer Biathlet
- Loukola, Toivo (1902–1984), finnischer Leichtathlet
- Loukopoulos, Klearchos (1906–1995), griechischer Bildhauer
- Loukos, Yorgos, griechischer Tänzer, Choreograph und Festivalleiter
- Loukotková, Jarmila (1923–2007), tschechische Schriftstellerin und Übersetzerin

### Loul
- Loulakis, Alexander (1924–2011), deutscher Unternehmer, Schellackplattensammler, Disk-Jockey
- Loules, Lukas (* 1972), deutscher Songwriter, Musikproduzent und Sänger
- Loules, Tryna (* 1986), deutsche Sängerin und Songschreiberin
- Loulié, Étienne (1654–1702), französischer Musiker, Pädagoge und Musiktheoretiker
- Louloudis, Constantine (* 1991), britischer Ruderer
- Louly, Mohamed Mahmoud Ould Ahmed (1943–2019), mauretanischer Politiker, Präsident von Mauretanien

### Loum
- Loum, Mamadou (* 1996), senegalesischer Fußballspieler
- Loum, Mamadou Lamine (* 1952), senegalesischer Politiker Premierminister (1998–2000)
- Loum, Momodou (* 1976), gambischer Fußballspieler
- Loum, Oumar (* 1973), senegalesischer Sprinter

### Loun
- Lounasmaa, Olli (1930–2002), finnischer Physiker
- Lound, Thomas (1801–1861), englischer Landschaftsmaler und Radierer
- Loundemis, Menelaos (1912–1977), griechischer Schriftsteller
- Loundras, Dimitrios (1885–1970), griechischer Turner
- Loune, Ali (* 2002), marokkanischer Fußballspieler
- Lounello, Richard (* 1964), US-amerikanischer Schauspieler
- Lounes, Belkacem (* 1955), französisch-algerischer Ökonom und Berber-Vertreter
- Lounge, John M. (1946–2011), US-amerikanischer Astronaut
- Lounibos, Tim (* 1979), US-amerikanischer Schauspieler
- Lounifi, Anis (* 1978), tunesischer Judoka
- Lounlasy, Lathasay (* 1998), laotischer Fußballspieler
- Lounsbery, John (1911–1976), US-amerikanischer Animator
- Lounsbery, William (1831–1905), US-amerikanischer Jurist und Politiker
- Lounsbury, Floyd (1914–1998), US-amerikanischer Maya-Forscher, Linguist und Anthropologe
- Lounsbury, George E. (1838–1904), US-amerikanischer Politiker (Republikanische Partei) und Gouverneur von Connecticut
- Lounsbury, Phineas C. (1841–1925), US-amerikanischer Politiker und Gouverneur von Connecticut
- Lounsbury, Thomas Raynesford (1838–1915), US-amerikanischer Linguist
- Lount, Simon (* 1981), neuseeländischer Fußballschiedsrichter-Assistent

### Loup
- Loup, Douna (* 1982), Schweizer Schriftstellerin
- Loup, Jess A. (* 1974), deutsche Schriftstellerin
- Loup, Ully (* 1961), deutscher Illusionist
- Loupot, Charles (1892–1962), französischer Werbegrafiker, Plakatkünstler, Lithograf, Typograf und Werbeunternehmer
- Louppe, Gauthier (* 1959), belgischer Geigenbauer, Bildhauer und Maler

### Lour
- Louran, Hugo (1865–1931), deutscher Vizeadmiral der Kaiserlichen Marine
- Lourau, Julien (* 1970), französischer Jazz-Saxophonist
- Lourd, Billie (* 1992), US-amerikanische SchauspielerinBillie Lourd (* 1992)

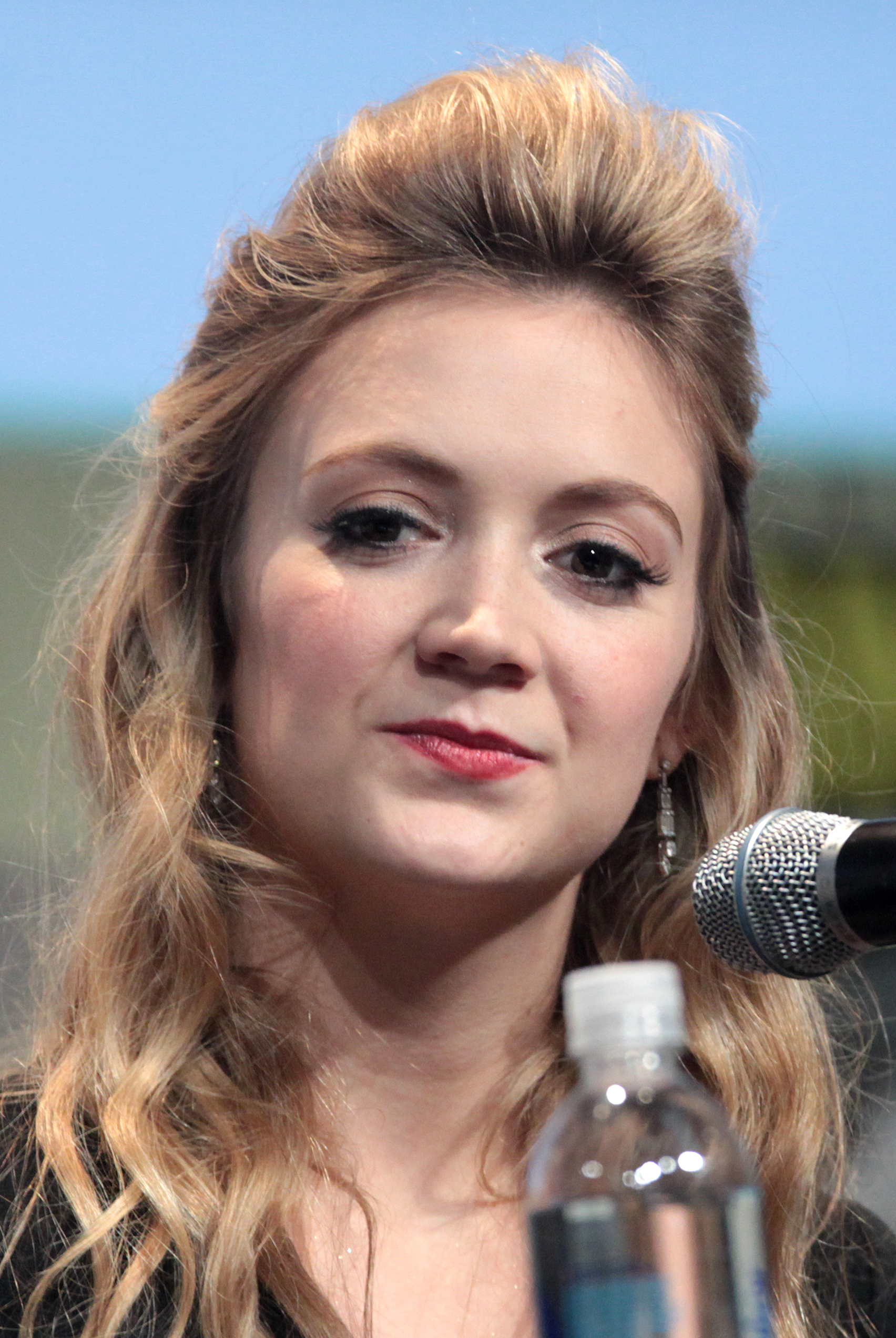
Billie Lourd (* 1992)

- Lourdes Pintasilgo, Maria de (1930–2004), portugiesische Politikerin, MdEP und Ministerpräsidentin Portugals
- Lourdes, Maria Avalziza, osttimoresische Politikerin
- Lourdusamy, Duraisamy Simon (1924–2014), indischer Geistlicher, Kurienkardinal der römisch-katholischen Kirche
- Loureiro dos Santos, Henrique (* 1986), brasilianischer Fußballspieler
- Loureiro, Artur (1853–1932), portugiesischer Maler
- Loureiro, Carolina (* 1992), portugiesische Schauspielerin und Fernsehmoderatorin
- Loureiro, Héctor (* 1952), uruguayischer Fußballspieler
- Loureiro, João de (1717–1791), portugiesischer Missionar und Botaniker
- Loureiro, José Jorge (1791–1860), portugiesischer Militär und Politiker
- Loureiro, Kiko (* 1972), brasilianischer Gitarrist
- Lourenço Filho, Osvaldo (* 1987), brasilianischer Fußballspieler
- Lourenco Magalhaes, Joana (* 2004), luxemburgische Fußballspielerin
- Lourenço, Eduardo (1923–2020), portugiesischer Literaturwissenschaftler, Essayist und Philosoph
- Lourenço, Frederico (* 1963), portugiesischer Altphilologe, Übersetzer, Germanist, Universitätsprofessor und Schriftsteller
- Lourenço, João (1917–1998), portugiesischer Radrennfahrer
- Lourenço, João (* 1942), portugiesischer Fußballspieler
- Lourenço, João (* 1954), angolanischer General und PolitikerJoão Lourenço (* 1954)

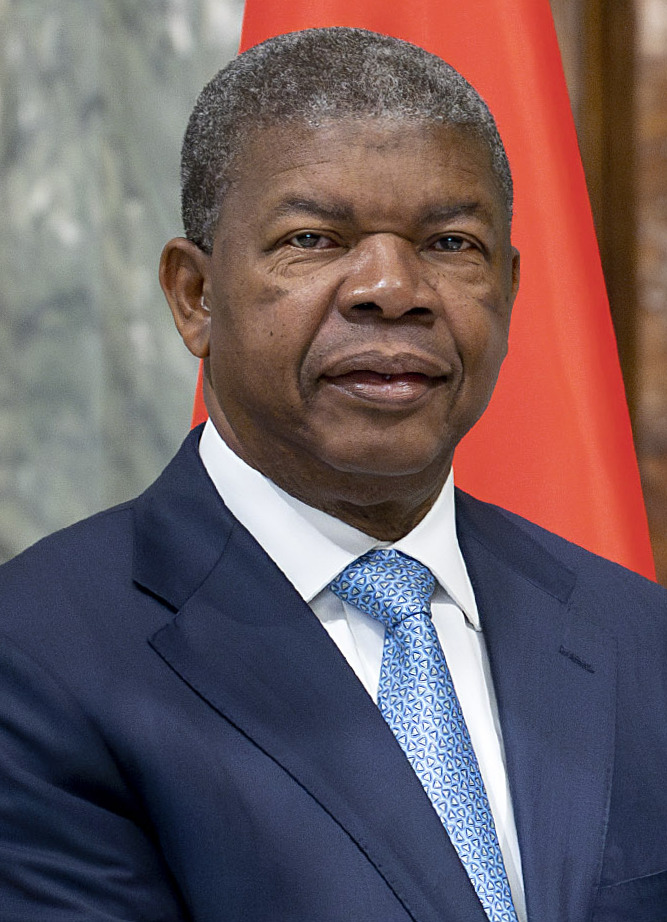
João Lourenço (* 1954)

- Lourenço, Patrick (* 1993), brasilianischer Boxer
- Lourenço, Rogério (* 1971), brasilianischer Fußballspieler und -trainer
- Lourenco, Teresa (* 1981), Fotomodell aus Trinidad und Tobago
- Lourenço, Vasco (* 1942), portugiesischer Politiker der Zeit der Nelkenrevolution
- Lourenço, Wilson R., französisch-brasilianischer Arachnologe
- Lourens, Fajah (* 1981), niederländische Schauspielerin, Model und DJ
- Lourié, Arthur (1891–1966), russischer Komponist
- Lourie, Arthur (1903–1978), israelischer Diplomat
- Lourié, Eugène (1903–1991), russischstämmiger Filmarchitekt, Regisseur und Szenenbildner beim französischen und US-amerikanischen Kino
- Lourié, Ossip (1868–1955), französisch-russischer Schriftsteller
- Lourie, Richard (* 1940), US-amerikanischer Schriftsteller, Übersetzer und Publizist
- Lourie, Skye, neuseeländisch-britische Schauspielerin
- Lourié, Vera (1901–1998), russische Autorin
- Louriotis, Andreas (1789–1854), griechischer Politiker und Freiheitskämpfer, Mitglied im Komitee der Londoner Kreditverhandlungen
- Louro, Fernando (* 1962), brasilianischer Radrennfahrer
- Lourteig, Alicia (1913–2003), argentinische Botanikerin
- Lourtie, Pedro Manuel Carqueijeiro (* 1971), portugiesischer Diplomat
- Louruz, Valmir (1944–2015), brasilianischer Fußballspieler und -trainer
- Loury, Glenn (* 1948), US-amerikanischer Ökonomieprofessor

### Lous
- Lous and the Yakuza (* 1996), belgisch-kongolesische Popsängerin
- Lousberg, Joseph (1857–1912), belgischer Architekt des Historismus in Lüttich
- Lousma, Jack R. (* 1936), US-amerikanischer AstronautJack R. Lousma (* 1936)

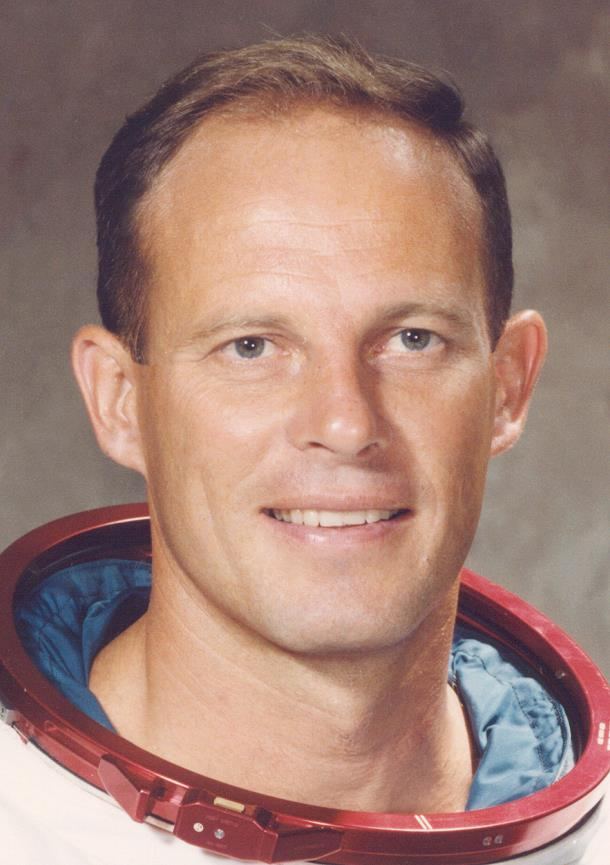
Jack R. Lousma (* 1936)

- Loussier, Jacques (1934–2019), französischer Jazz-Pianist und Arrangeur
- Loustal, Jacques de (* 1956), französischer Comiczeichner
- Loustalot, Yoann (* 1974), französischer Jazzmusiker (Trompete, Flügelhorn, Komposition)
- Loustau, Félix (1922–2003), argentinischer Fußballspieler und -trainer
- Loustau, Jean-Marc (* 1958), französischer Schachkomponist
- Loustau, Juan Carlos (* 1947), argentinischer Fußballschiedsrichter
- Loustau, Patricio (* 1975), argentinischer Fußballschiedsrichter

### Lout
- Loute, Daniel (* 1990), beninisch-nigerianischer Fußballspieler
- Louté, Isaac (* 1991), beninisch-nigerianischer Fußballspieler
- Loutelier, Julien (* 1987), französischer Jazz- und Improvisationsmusiker (Schlagzeug, Perkussion)
- Louter, Frank (* 1964), niederländischer Sporttrainer
- Louter, Jan de (1847–1932), niederländischer Staats- und Völkerrechtler
- Louth, Andrew (* 1944), britischer Patristiker
- Loutherbourg, Philipp Jakob der Ältere († 1768), französischer Kupferstecher
- Loutherbourg, Philipp Jakob der Jüngere (1740–1812), britisch-französischer MalerPhilipp Jakob Loutherbourg der Jüngere (1740–1812)

Philipp Jakob Loutherbourg der Jüngere (1740–1812)

- Loutitt, Alexandria (* 2004), kanadische Skispringerin
- Loutsch, Hubert (1878–1946), luxemburgischer Politiker
- Louttit, James A. (1848–1906), US-amerikanischer Politiker
- Loutz, Frédérique (* 1974), französische Zeichnerin und Künstlerin

### Louv
- Louvaris, Nikolaos (1887–1961), griechischer Theologe, Religionsphilosoph und Politiker
- Louvart, Hélène (* 1964), französische Kamerafrau
- Louveau, Adrien (* 2000), französischer Fußballspieler
- Louveau, Henri (1910–1991), französischer Automobilrennfahrer
- Louveaux, Jean (1920–1999), französischer Bienenkundler
- Louvel, Éric (* 1962), französischer Radrennfahrer
- Louvel, Louis Pierre (1783–1820), Attentäter des Charles Ferdinand de Bourbon
- Louvel, Matis (* 1999), französischer Radrennfahrer
- Louven, Erhard (* 1938), deutscher Ökonom, Professor der Wirtschaftswissenschaften
- Louven, Julius (* 1933), deutscher Politiker (CDU), MdL, MdB
- Louves, Fabienne (* 1986), Schweizer PopsängerinFabienne Louves (* 1986)

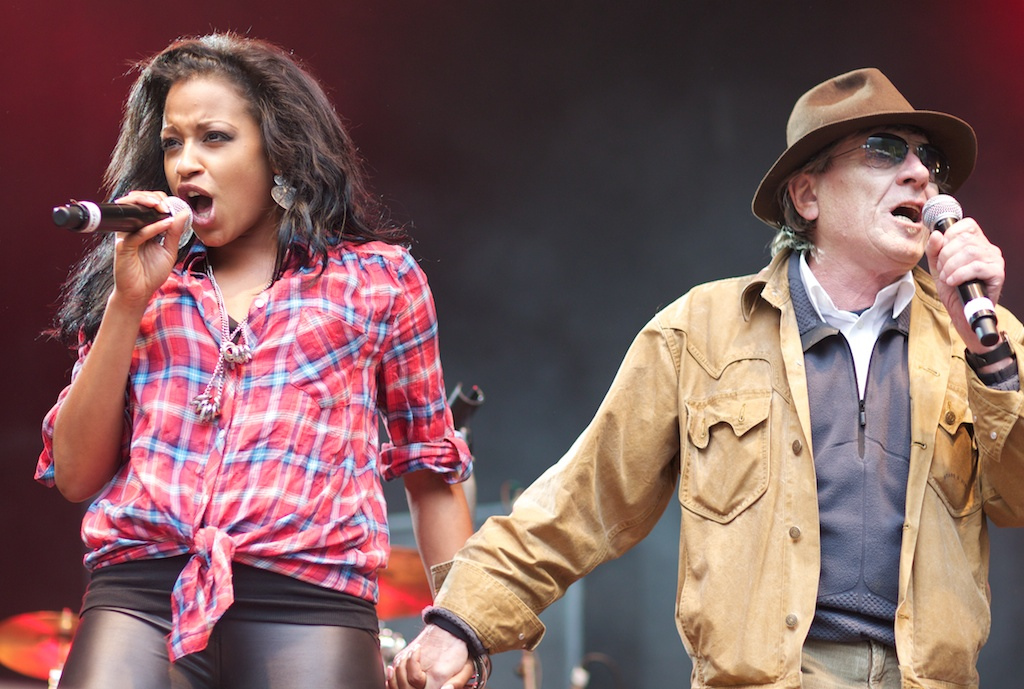
Fabienne Louves (* 1986)

- Louvet de Couvray, Jean-Baptiste (1760–1797), französischer Politiker während der Französischen Revolution
- Louvet, Jean, Seigneur de Thiais, Berater des französischen Königs Karl VII
- Louvet, Jean (1934–2015), belgischer Dramatiker, Dramaturg und Theaterleiter französischer Sprache
- Louvet, Jean-Baptiste (1879–1953), französischer Radrennfahrer
- Louvet, Lucien (1876–1943), französischer Radrennfahrer
- Louvier, Alain (* 1945), französischer Komponist
- Louvier, Ferdinand August (1830–1900), deutscher Pädagoge und Schriftsteller
- Louvier, Nicole (1933–2003), französische Dichterin, Chanson-Interpretin, Autorin, Journalistin
- Louvin, Charlie (1927–2011), US-amerikanischer Gospel- und Country-Musiker
- Louvin, Ira (1924–1965), US-amerikanischer Gospel- und Countrymusiker
- Louvion, Cyriaque (* 1987), französischer Fußballspieler
- Louviot, Philippe (* 1964), französischer Radrennfahrer
- Louviot, Raymond (1908–1969), französischer Radrennfahrer
- Louvois, Camille Le Tellier de (1675–1718), französischer Kleriker
- Louvois, François Michel Le Tellier de (1641–1691), französischer Staatsmann und KriegsministerFrançois Michel Le Tellier de Louvois (1641–1691)

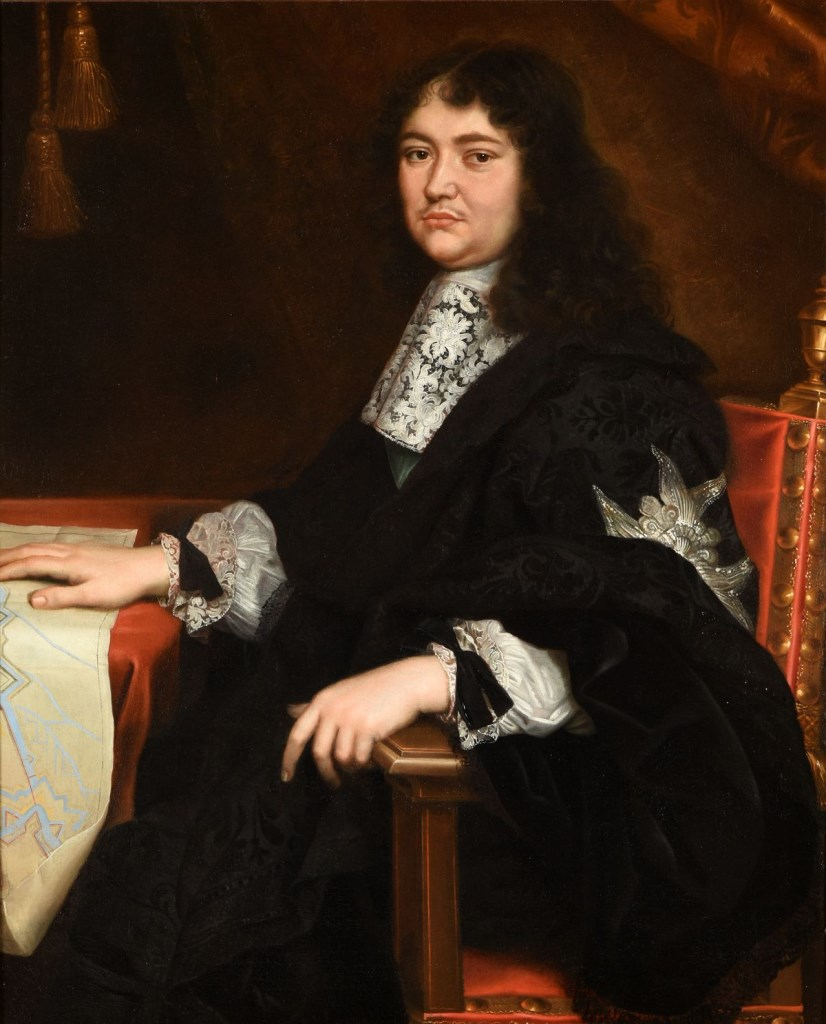
François Michel Le Tellier de Louvois (1641–1691)

- Louvrier, Maurice (1878–1954), französischer Maler der École de Rouen, Schriftsteller und Schauspieler

### Louw
- Louw, Abrahm (* 1992), namibischer Triathlet
- Louw, André van der (1933–2005), niederländischer Politiker (PvdA) und Fußballfunktionär
- Louw, Bonita Jeanetta (* 1977), deutsch-südafrikanische Sängerin und Songschreiberin
- Louw, Daniel (* 1944), südafrikanischer evangelischer Theologe, Pastoralpsychologe und Hochschullehrer
- Louw, Eric (1890–1968), südafrikanischer Politiker und Diplomat
- Louw, Josh (* 1996), neuseeländischer Eishockeyspieler
- Louw, Kylie Ann (* 1989), südafrikanische Fußballspielerin
- Louw, Milnay (* 1988), südafrikanische Squashspielerin
- Louw, Nicolaas Petrus van Wyk (1906–1970), südafrikanischer Schriftsteller und Literaturwissenschaftler
- Louw, Stephan (* 1975), namibischer Weitspringer
- Louwagie, Michel (* 1956), belgischer Sportmanager
- Louwen, Frank (* 1962), deutscher Gynäkologe
- Louwers, Jan (1930–2012), niederländischer Fußballspieler und Geschäftsmann

### Loux
- Loux, Henri (1873–1907), elsässischer Maler

### Louy
- Louyet, Léon (1906–1973), belgischer Radrennfahrer
- Louyot, Edmond (1861–1920), französischer Maler
- Louys, Maureen (* 1978), belgische Showmasterin
- Louÿs, Pierre (1870–1925), französischer Lyriker und RomanschriftstellerPierre Louÿs (1870–1925)

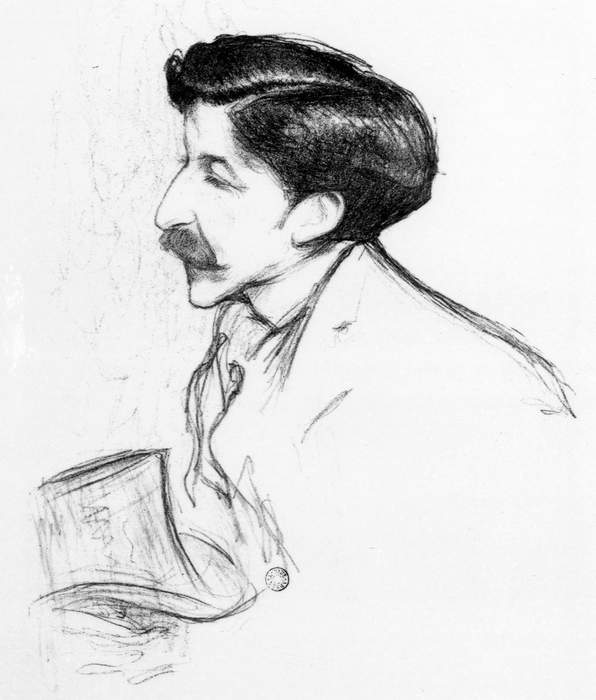
Pierre Louÿs (1870–1925)

### Louz
- Louz, Deborah (* 1980), niederländische Taekwondoin
- Louza, Imrân (* 1999), französischer Fußballspieler
- Louzã, Luan Michel de (* 1988), brasilianischer Fußballspieler